# Войцешин (Західнопоморське воєводство)
Войцешин (пол. Wojcieszyn, нім. Eberstein) — село в Польщі, у гміні Новоґард Голеньовського повіту Західнопоморського воєводства.
Населення — 208 осіб (2011).
У 1975-1998 роках село належало до Щецинського воєводства.

## Демографія
Демографічна структура станом на 31 березня 2011 року:
|          | Загалом | Допрацездатний вік | Працездатний вік | Постпрацездатний вік |
| -------- | ------- | ------------------ | ---------------- | -------------------- |
| Чоловіки | 102     | 27                 | 71               | 4                    |
| Жінки    | 106     | 27                 | 67               | 12                   |
| Разом    | 208     | 54                 | 138              | 16                   |